# Ostřetice
Ostřetice (deutsch Ostretitz, früher Wostřetitz) ist eine Gemeinde in Tschechien. Sie liegt fünf Kilometer nordöstlich von Klatovy und gehört zum Okres Klatovy.

## Geographie
Ostřetice befindet sich im zum Schwihauer Bergland (Švihovská vrchovina) gehörigen Bolešinská kotlina (Boleschiner Kessel). Der Rundling liegt rechtsseitig des Baches Domažličký potok auf einer Anhöhe. Nordöstlich erhebt sich der Pod Ostrým (472 m), im Osten die Hora (484 m), südöstlich die  Zámková hora (442 m) und im Westen die Bůrky (421 m).
Durch Ostřetice führt die Straße II/191 zwischen Klatovy und Nepomuk, von der nordöstlich des Dorfes die Straße II/117 nach Blovice abzweigt.
Nachbarorte sind Makalovy, Otín, Předslavský Mlýn und Předslav im Norden, Měcholupy und Újezdec im Nordosten, Pod Horou und Domažličky im Osten, Kroměždice, Myslovice und Bolešiny im Südosten, Kydliny, Činovec und Cihelna im Süden, Slavošovice, Pihovice, Klatovy und Čertovka im Südwesten, Chaloupky, Anenský Dvůr und Točník im Westen sowie Pod Hrází, Vícenice, Kokšín und Vosí im Nordwesten.

## Geschichte
Erstmals schriftlich erwähnt wurde Ostřetice 1379 im Steuerregister des Pilsner Kreises. Das Dorf war fast immer ein Ratsdorf der Königsstadt Klattau. in der berní rula von 1654 sind für Ostřetice elf Anwesen aufgeführt, zehn davon waren Bauerngüter. Bis zur Mitte des 19. Jahrhunderts blieb Ostřetice nach Klattau untertänig.
Nach der Aufhebung der Patrimonialherrschaften bildete Ostřetice / Wostřetitz ab 1850 mit den Ortsteilen Makalovy und Slavošovice eine Gemeinde im Klattauer Kreis und Gerichtsbezirk Klattau. Ab 1868 gehörte die Gemeinde zum Bezirk Klattau. Slavošovice wurde 1880 eigenständig. Zu Beginn des 20. Jahrhunderts führte die Gemeinde den tschechischen Namen Ostřetice t. Vostřetice, seit 1924 wird wieder Ostřetice verwendet. Am 1. Juli 1975 wurden Ostřetice und Makalovy nach Bolešiny eingemeindet. Seit dem 24. November 1990 bildet Ostřetice wieder eine eigene Gemeinde.
Wegen seiner wertvollen Bausubstanz wurde Ostřetice 1995 zur ländlichen Denkmalschutzzone erklärt. Von ursprünglich vier hohen steinernen Speichern sind noch zwei erhalten. Die mit spätgotischen Portalen ausgestatteten Turmspeicher auf den Gehöften Nr. 6 und 10 wurden abgebrochen.

## Gemeindegliederung
Die Gemeinde Ostřetice besteht aus den Ortsteilen Makalovy (Makalow) und Ostřetice (Ostretitz). Grundsiedlungseinheit ist Ostřetice.

## Sehenswürdigkeiten
- zwei turmartige steinerne Speicher auf den Anwesen Nr. 4 und 14, sie stammen wahrscheinlich aus dem 16. Jahrhundert
- Kapelle auf dem Dorfplatz von Ostřetice
- Bildstock des hl. Martin am nordöstlichen Ortsausgang von Ostřetice, errichtet 1840

## Galerie

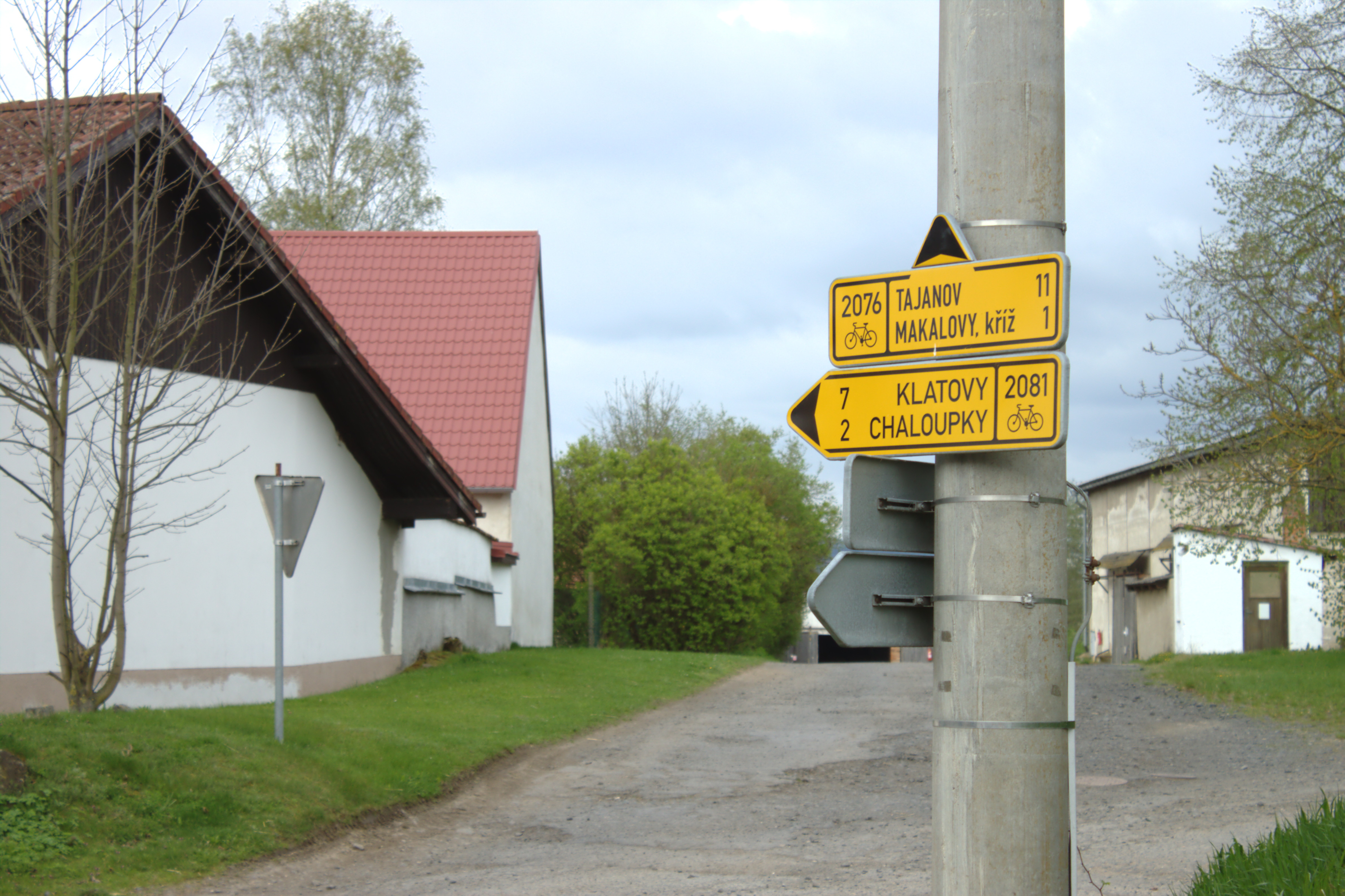
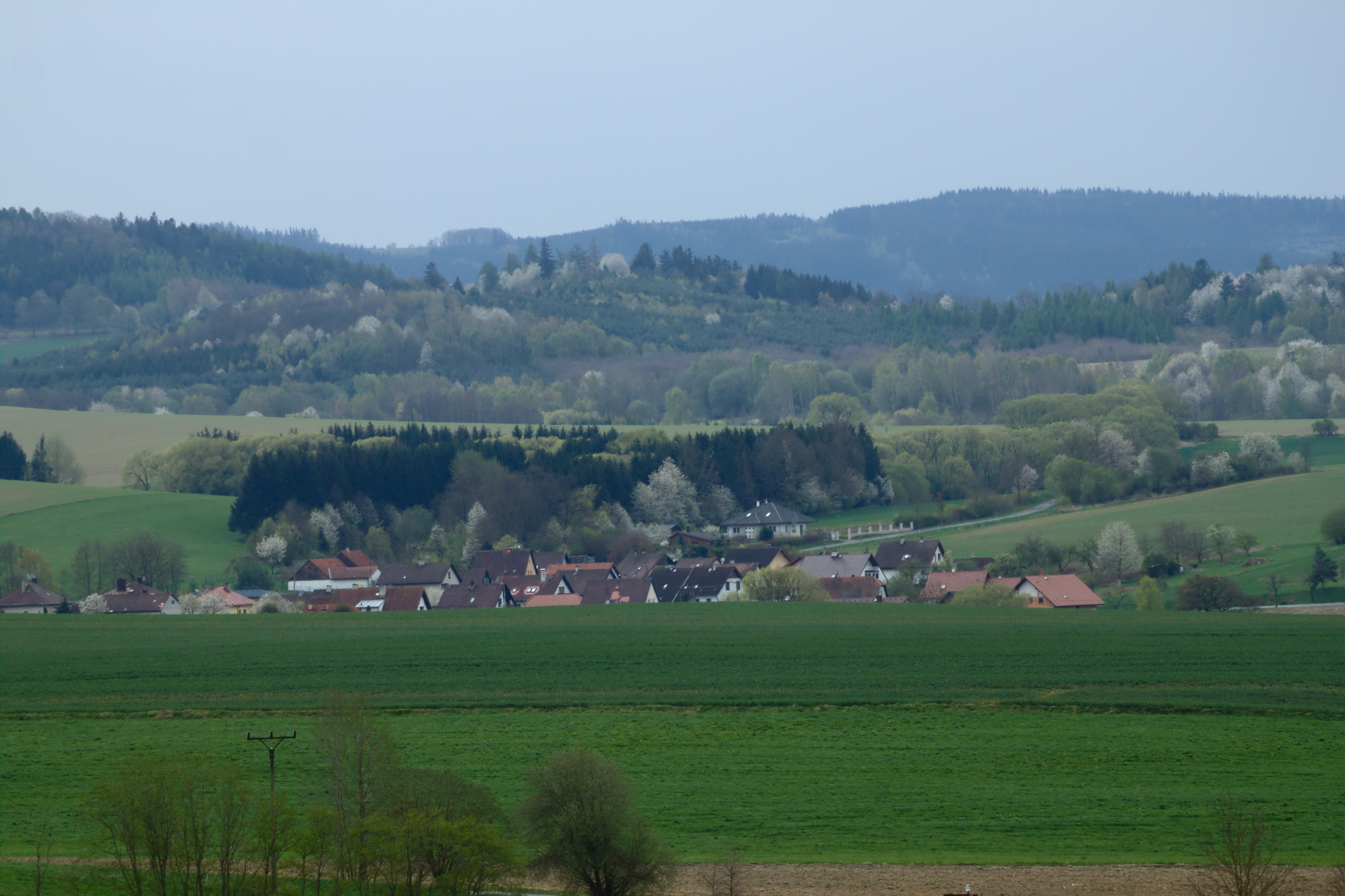
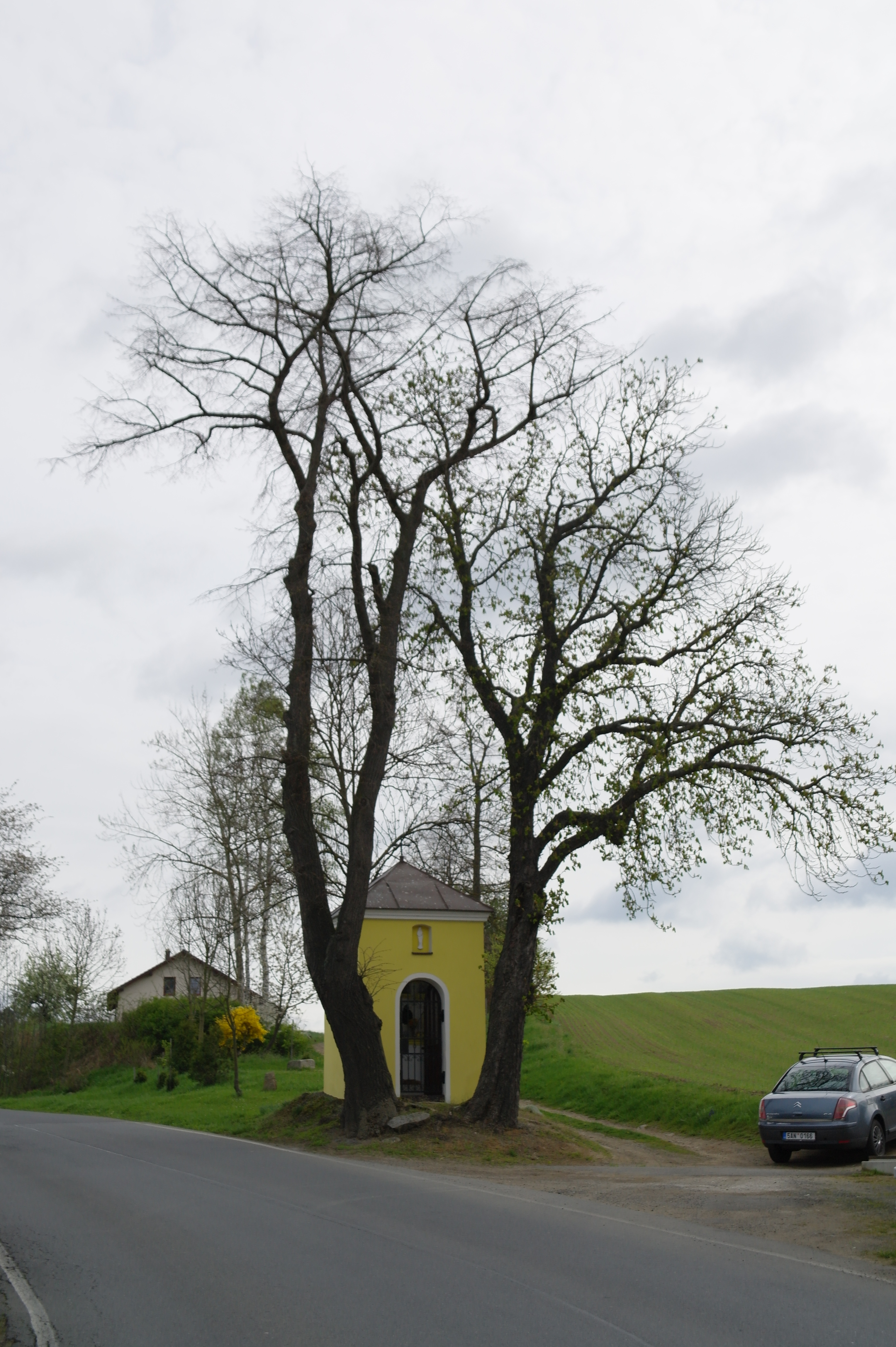